# کارل کولر (بازیکن فوتبال)
کارل کولر (آلمانی: Karl Koller; ۹ فوریهٔ ۱۹۲۹ – ۲۴ ژانویهٔ ۲۰۰۹) بازیکن و مربی فوتبال اهل اتریش بود.
از باشگاه‌هایی که در آن بازی کرده‌است می‌توان به باشگاه فوتبال فرست وینا اشاره کرد.
وی همچنین در تیم ملی فوتبال اتریش بازی کرده‌است.